# Sakai Koji
Sakai Kōji (酒井 鎬次 (Tửu Tỉnh Hạo Thứ) 4 tháng 11 năm 1885 - 2 tháng 3 năm 1973) là một vị tướng trong quân đội Đế quốc Nhật Bản, tham gia chiến tranh Trung-Nhật.

## Tiểu sử
Sinh ra ở tỉnh Aichi, Sakai tốt nghiệp khóa 18 Trường Sĩ quan Lục quân năm 1905, được đứng vào hàng ngũ Trung đội Cận vệ Hoàng gia 4. Năm 1912, ông tốt nghiệp khóa 24 trường Đại học Lục quân.
Sau khi làm việc tại Bộ Tổng Tham mưu (Lục quân Đế quốc Nhật Bản), Sakai được cử đến Pháp với vai trò tùy viên quân sự từ năm 1915- 1917.
Khi về Nhật Bản, Sakai trở lại làm việc ở bộ tổng tham mưu, nhưng do trình độ và sư hiểu biết về nước Pháp và châu Âu, ông được chọn vào đoàn đại biểu của Nhật Bản đến uộc đàn phán Hiệp ước Hòa bình Versailles. Ông thăng tiến nhanh chóng trên con đường binh nghiệp: năm 1929, ông lên hàm thiếu tá, năm 1925, ông lên trung tá, năm 1929, ông lên đại tá.
Năm 1931, ông nhận quân hàm thiếu tướng.
Năm 1936, ông được bổ nhiệm chỉ huy Lữ đoàn bộ binh 24, và tới Trung Quốc tham gia giai đoạn đầu cuộc chiến tranh Trung-Nhật.
Từ năm 1937- 1938, ông chỉ huy Lữ đoàn hỗn hợp 1, tham gia vào cuộc hành quân Chahar, nhằm chiếm tỉnh Chahar.
Năm 1939, ông chỉ huy sư đoàn 109.
Năm 1940, ông nghỉ hưu.
Vào giai đoạn cuối cuộc chiến tranh Thái Bình Dương, ông được gọi về hoạt động, nhưng phần lớn ông làm tham mưu ở Bộ Tổng Tham mưu, từ năm 1943 - 1944.

### Sách
- Jowett, Phillip S., Rays of The Rising Sun, Armed Forces of Japan's Asian Allies 1931-45, Volume I: China & Manchuria, 2004. Helion & Co. Ltd., 26 Willow Rd., Solihul, West Midlands, Anh.